# Dioscorea ulinei
Dioscorea ulinei är en enhjärtbladig växtart som beskrevs av Jesse More Greenman och Reinhard Gustav Paul Knuth.
Dioscorea ulinei ingår i släktet Dioscorea och familjen Dioscoreaceae. Inga underarter finns listade i Catalogue of Life.